# Чемпионат Африки по бегу по пересечённой местности 2012
Чемпионат Африки по бегу по пересечённой местности 2012 года прошёл 18 марта 2012 года в парке Кербум в Кейптауне, ЮАР. Всего в соревнованиях приняли участие 194 спортсмена из 21 страны.

## Призёры

### Личное первенство
| Вид             | Золото                 | Золото | Серебро                      | Серебро | Бронза                  | Бронза |
| --------------- | ---------------------- | ------ | ---------------------------- | ------- | ----------------------- | ------ |
| Мужчины — 12 км | Кения · Клемент Лангат | 35:43  | Эритрея · Теклемариам Медхин | 35:50   | Эфиопия · Ацеду Тесфай  | 36:14  |
| Женщины — 8 км  | Кения · Джойс Чепкируи | 27:04  | Кения · Маргарет Мариуки     | 27:05   | Кения · Эмилия Чебет    | 27:06  |
| Юниоры — 8 км   | Эфиопия · Муктар Эдрис | 23:30  | Кения · Джафет Корир         | 23:31   | Кения · Джастин Черуйот | 23:31  |
| Юниорки — 6 км  | Кения · Фаит Кипьегон  | 19:32  | Кения · Агнес Тироп          | 19:34   | Кения · Нэнси Чепквемои | 19:37  |

### Командное первенство
| Вид             | Золото                                                                      | Золото  | Серебро                                                                    | Серебро | Бронза                                                                                  | Бронза  |
| --------------- | --------------------------------------------------------------------------- | ------- | -------------------------------------------------------------------------- | ------- | --------------------------------------------------------------------------------------- | ------- |
| Мужчины — 12 км | Кения · Клемент Лангат · Тимоти Кипту · Винсент Чепкок · Фредрик Ндунге     | 2:26:11 | Эритрея · Теклемариам Медхин · Кидане Тадессе · Нассир Давуд · Мулуе Андом | 2:27:47 | Эфиопия · Ацеду Тесфай · Айеле Фейиса · Абере Лема · Шалашью Тирунех                    | 2:27:53 |
| Женщины 8 км    | Кения · Джойс Чепкируи · Маргарет Мариуки · Эмилия Чебет · Эстер Ндиема     | 1:48:23 | Эфиопия · Белайнеш Олжира · Абебеш Бекеле · Абераш Бедаса · Дженет Касахун | 1:50:26 | Уганда · Аннет Негеса · Виола Чемос · Джульета Чеквел · Нэнси Чаптегеи                  | 1:53:17 |
| Юниоры — 8 км   | Кения · Джафет Корир · Джастин Черуйот · Корнелиус Кангого · Уильям Ситоник | 1:34:21 | Эфиопия · Муктар Эдрис · Хагос Гебрхивет · Йитаял Зериху · Фикаду Цадик    | 1:34:43 | Эритрея · Гирмай Гебреселассие · Тесфагабер Аяханей · Цегай Туемай · Давит Велдесиласие | 1:36:51 |
| Юниорки — 6 км  | Эфиопия · Рути Сора · Алемиту Баната · Бузе Кеджела · Гойтетом Теклегзи     | 1:20:12 | Эритрея · Летекидан Гебрехам · Фикаду Цегай · Вейни Келати · Цега Фсиха    | 1:24:50 | Марокко · Хаджа Эль-Муссауи · Фадва Сидимадане · Фузия Эль-Вахрани · Сукайна Атанане    | 1:30:24 |

## Страны-участники
| - Ангола - Бенин - Ботсвана - Республика Конго - Египет - Экваториальная Гвинея - Эритрея - Эфиопия | - Кения - Лесото - Малави - Маврикий - Марокко - Мозамбик - Намибия | - ЮАР - Руанда - Судан - Эсватини - Уганда - Замбия - Зимбабве |